# پیکانگیکوم فرست نیشن
پیکانگیکوم فرست نیشن (به انگلیسی: Pikangikum First Nation) یک منطقهٔ مسکونی در کانادا است که در انتاریو واقع شده‌است. پیکانگیکوم فرست نیشن ۲٬۱۰۰ نفر جمعیت دارد و ۳۳۵ متر بالاتر از سطح دریا واقع شده‌است.